# Mona llanosa de Colòmbia
La mona llanosa de Colòmbia (Lagothrix lagothricha lugens) és una subespècie de la mona llanosa comuna.
Les mones llanoses de Colòmbia tenen un pelatge que pot anar del marró fosc fins al gris, mentre que el cap, les mans i els peus són de color negre, igual que la cua. El pelatge és espès i llanós. El cap és gran i arrodonit. Tenen les orelles petites. Aquests animals assoleixen una llargada corporal de 51-69 cm, amb una cua de 60-72 cm que és musculosa i prènsil.
La mona llanosa de Colòmbia viu a Colòmbia i, possiblement, a les regions limítrofes de Veneçuela. Viu en boscos (tant selves pluvials com boscos de muntanya), a altituds de fins a 3.000 msnm.